# Фирмиана
Фирмиа́на (лат. Firmiána) — род цветковых растений из подсемейства Стеркулиевые семейства Мальвовые. 
Назван в честь графа Карла Йозефа фон Фирмиана (1716—1782).

## Виды
По информации базы данных The Plant List, род включает 16 видов:
- Firmiana bracteata DC.
- Firmiana colorata (Roxb.) R.Br.
- Firmiana danxiaensis H.H.Hsue & H.S.Kiu
- Firmiana diversifolia A.Gray
- Firmiana fulgens (Wall. ex Mast.) K.Schum.
- Firmiana hainanensis Kosterm.
- Firmiana kerri (Craib) Kosterm.
- Firmiana kwangsiensis H.H.Hsue
- Firmiana major (W.W.Sm.) Hand.-Mazz.
- Firmiana malayana Kosterm.
- Firmiana minabassae (Koord.) Kosterm.
- Firmiana papuana Mildbr.
- Firmiana pulcherrima H.H.Hsue
- Firmiana simplex (L.) W.Wight — Фирмиана простая
- Firmiana subglabra (V.Abraham & Dutt) Kosterm.
- Firmiana sumbawaensis Kosterm.